# Idrocele
L'idrocele è una raccolta di trasudato all'interno dei due foglietti della tunica vaginale, ovvero fra la tunica vaginale comune o parietale e tra la tunica vaginale propria o viscerale (che racchiude il testicolo e l'epididimo) o lungo il funicolo spermatico.
Può essere idrocele primario quando non è causato da altre patologie, altrimenti è idrocele secondario.
Patologia analoga che colpisce l'equivalente anatomico nell'apparato genitale femminile, è l'idrocele del dotto di Nuck.

## Epidemiologia e storia

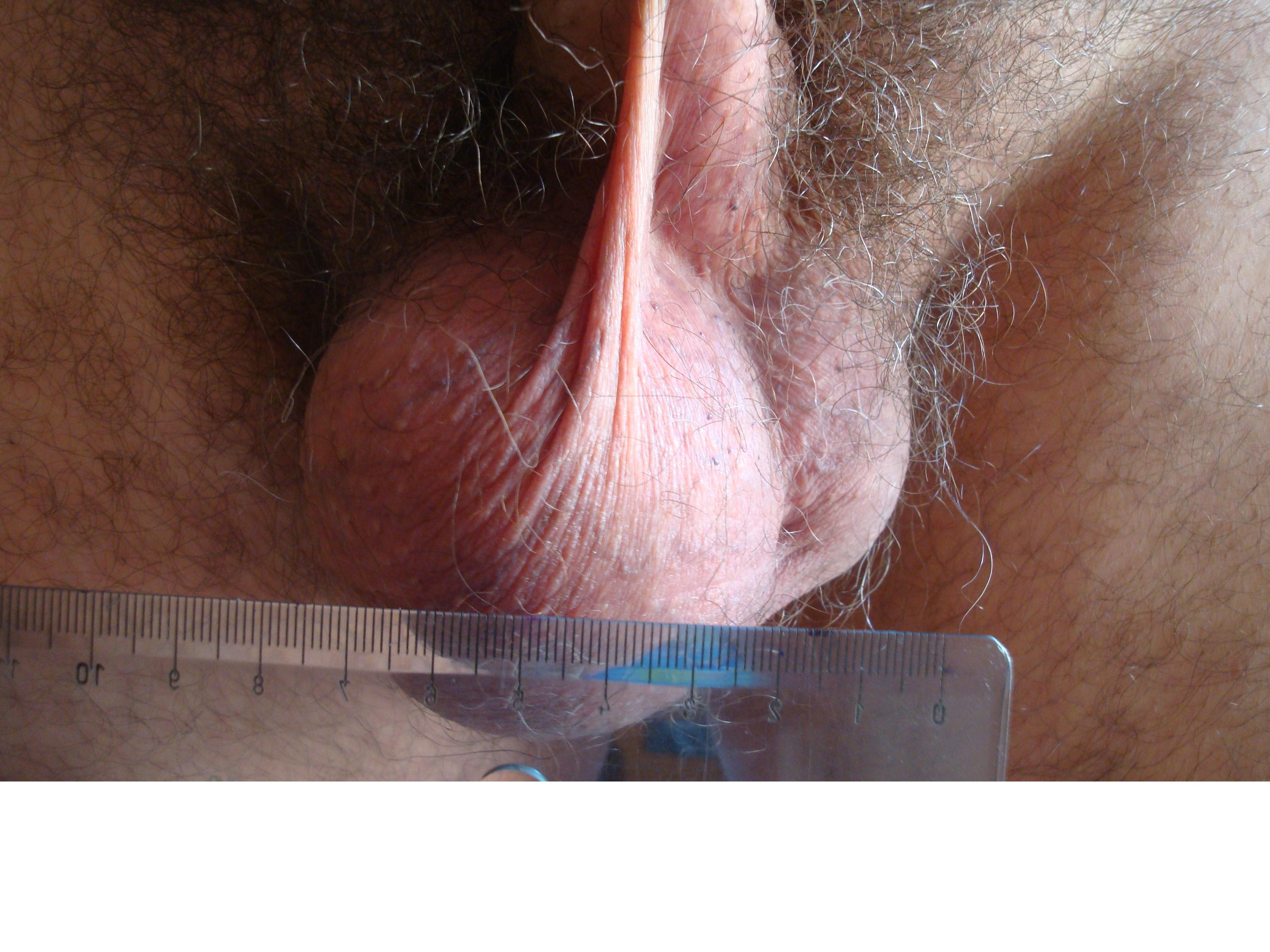
Idrocele a testicolo destro

L'idrocele è comunemente congenito e nella maggioranza dei casi primario; in qualche caso può essere un idrocele secondario causato da un'ernia inguinale congenita.
Può colpire uno solo o, più raramente, entrambi i lati.
L'idrocele quando non è congenito si sviluppa più comunemente come patologia secondaria in individui adulti.

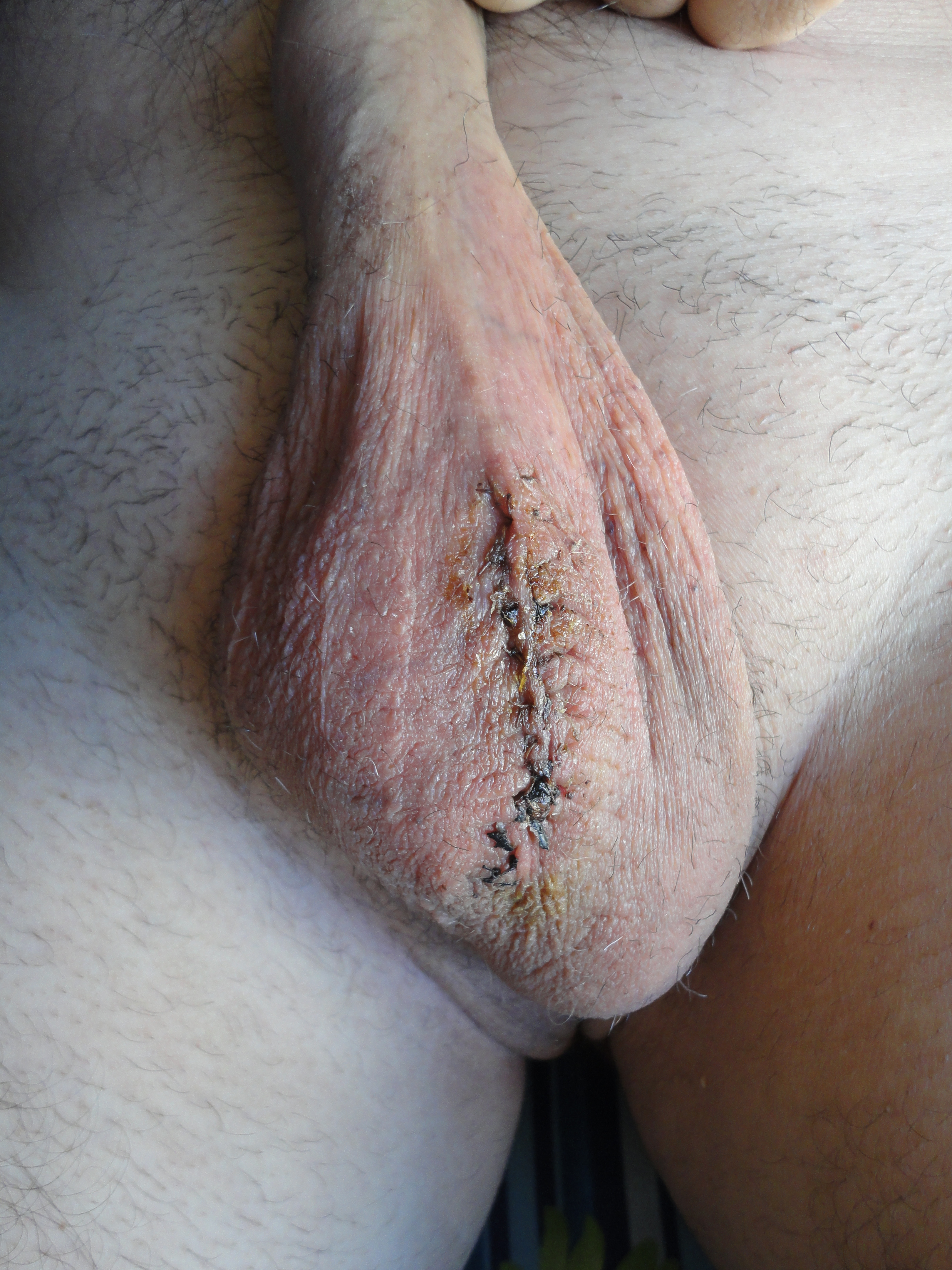
Scroto dopo riduzione a un testicolo affetto da idrocele

## Eziologia
Le cause dell'idrocele primario sono sconosciute; generalmente è una patologia congenita che si risolve autonomamente pochi mesi dopo la nascita.
L'idrocele secondario può essere causato da ernia inguinale, da infezioni o traumi del testicolo o dell'epididimo, da occlusioni di fluido o di sangue nel funicolo spermatico, da cisti o tumori.

## Patogenesi
L'idrocele primario congenito si sviluppa quando il dotto peritoneo vaginale, cioè il tratto che unisce l'addome con lo scroto attraverso il quale il testicolo scende nella sua collocazione durante lo sviluppo del feto, non si richiude una volta avvenuto il passaggio; in questo modo il fluido peritoneale scende e si raccoglie nello scroto attraverso il dotto rimasto aperto.
L'ernia inguinale può essere una causa della mancata chiusura (se congenita) o della riapertura (altrimenti) del dotto e causare un idrocele secondario.
Si verifica così un aumento notevole dello scroto, che può essere scambiato per una massa testicolare.

## Clinica

### Segni e sintomi
Il sintomo principale è un rigonfiamento non doloroso di uno o entrambi i lati dello scroto, che si presenta come un palloncino turgido pieno di fluido.
Generalmente è difficile sentire il testicolo per via della massa fluida che lo circonda.
Possibile la presenza di pachivaginalite.

### Esami di laboratorio e strumentali
Con la transilluminazione si può verificare facilmente se il fluido è chiaro per escludere altre patologie; con l'ecografia si può confermare la diagnosi.

### Diagnosi differenziale
Se le dimensioni del sacco scrotale variano a seguito di una pressione sull'addome o sul sacco stesso allora è facile che si tratti di un idrocele secondario a un'ernia inguinale.
Se il rigonfiamento è doloroso allora può trattarsi di un idrocele secondario a una epididimite.

## Trattamento
Nella maggior parte dei casi l'idrocele primario non è pericoloso e può anche non essere trattato.
In questi casi si ricorre al trattamento in quanto il rigonfiamento è spesso fonte di imbarazzo per il paziente.
Si ricorre al trattamento chirurgico anche quando l'idrocele primario congenito non si risolve entro il quarto anno di età, o quando un idrocele primario non congenito non si risolve nel giro di qualche mese.
L'idrocele secondario si risolve trattandone la causa; una volta cessata la causa l'idrocele secondario viene normalmente assorbito; si ricorre al trattamento se il normale riassorbimento non avviene nel giro di qualche mese.
In casi estremi una massa fluida eccessiva può provocare pressioni tali da pregiudicare l'apporto di sangue al testicolo; in questi casi il trattamento è necessario.

### Chirurgico
L'idrocele secondario a un'ernia inguinale va trattato il più presto possibile rimuovendo l'ernia e richiudendo il dotto peritoneo vaginale.
L'idrocele primario causato dal dotto aperto va corretto allo stesso modo.
Negli altri casi si procede all'asportazione dell'idrocele (idrocelectomia) in anestesia totale o spinale, con eversione della vaginale propria per facilitare il riassorbimento delle recidive.
Un trattamento alternativo è l'aspirazione del fluido per mezzo di un ago, che però presenta rischi di infezione e di recidiva; questo trattamento è utilizzato solamente quando il trattamento chirurgico risolutivo presenta dei rischi e va abbinato con l'iniezione di medicinali sclerosanti che favoriscano la chiusura del dotto peritoneo vaginale per limitare le recidive.

### Prognosi
Il trattamento chirurgico è una semplice operazione che ha successo nella stragrande maggioranza dei casi. Tra le complicanze nel caso di idroceli voluminosi, la possibile insorgenza di ematocele.

### Postumi e follow up
In caso di idrocelectomia, possono essere necessari l'uso di un sospensorio per un po' di tempo e l'applicazione di ghiaccio sulla zona nelle 24 ore successive all'operazione.
È possibile la formazione di un ematoma che generalmente si risolve nel giro di pochi giorni.
Possono insorgere infezioni o danni al tessuto o alle strutture scrotali.
In caso di aspirazione possono insorgere infezioni, fibrosi, dolore allo scroto e recidiva dell'idrocele.